# Heinz Loewenstein
Heinz Israel Loewenstein (Breslau, 17 februari 1919 – Den Haag, Waalsdorpervlakte, 29 februari 1944) was een uit Duitsland afkomstige etaleur en verzetsstrijder tijdens de Tweede Wereldoorlog. Hij was lid van de Nederlandse verzetsgroep Oranje Vrijbuiters.

## Biografie
Loewenstein werd geboren in Breslau, als zoon van Hugo Loewenstein (1882-1930) en Sophie Moses (1884-onbekend). Hij had twee zussen, Edit (1911) en Ilse (1915). In 1939 vluchtte hij naar Nederland. Hij ging in Den Haag wonen bij zijn zuster Edit, haar man Fritz Laser en hun dochter Renate. Edit en Fritz waren, samen met Else Laser-Sachs, de moeder van Fritz, al in 1933 voor het opkomend nazisme naar Nederland gevlucht. 

### Tweede Wereldoorlog
In september 1940 kregen de Duitse Joden in Den Haag het bevel om de stad te verlaten. De familie Laser-Loewenstein verhuisde naar de Soestdijkseweg in Bilthoven. Heinz ging met hen mee. In 1942 woonde de familie op Overboschlaan 40. Op hetzelfde adres wordt op 21 december 1942 het Bureau Bilthoven van de Joodse Raad voor Amsterdam gevestigd. In oktober 1942 werd Heinz Loewenstein opgeroepen door het Gewestelijk Arbeids Bureau om zich te melden voor Arbeitseinsatz in Drenthe. Zijn nichtje Renate werd in hetzelfde jaar op een onderduikadres in Laren ondergebracht. Haar ouders en grootmoeder Else Laser doken vervolgens onder.
In 1943 werd Loewenstein lid van de verzetsgroep Oranje Vrijbuiters, die werd geleid door Klaas Postma en Frits Meulenkamp. Ook Leo Fischer, de vriend van zijn zus Ilse, was lid van deze verzetsgroep. Loewenstein regelde onder meer distributiekaarten voor Joodse onderduikers.
Op 24 augustus 1943 vond een inval plaats op het hoofdkwartier van de verzetsgroep aan de Nieuwegracht, waarbij Heinz Loewenstein, Leo Fischer, Bertus Meulenkamp en Joop de Heus werden gevangengenomen. In de dagen en weken daarna werden nog vele andere leden opgepakt. Allen werden overgebracht naar het Oranjehotel in Scheveningen. Loewenstein zat daar vanaf 27 augustus 1943 gevangen in cel 326/434.
Op 28 februari 1944 volgde een proces waarbij 18 leden van de Oranje Vrijbuiters, onder wie Loewenstein, ter dood werden veroordeeld. Hij werd op 29 februari 1944 op de Waalsdorpervlakte gefusilleerd. De lichamen van de gefusilleerde verzetsstrijders werden in een kuil gegooid.
Ook zijn zus Edit, zwager Fritz en diens moeder Else kwamen om tijdens de oorlog. In november 1943 werden zij in Woerden opgepakt en, via Westerbork, naar Auschwitz getransporteerd. Edit en haar schoonmoeder werden daar na aankomst op 19 november 1943 vermoord. Fritz werd geselecteerd voor dwangarbeid. Hij kwam om in maart 1944.

### Na de oorlog
Na de oorlog werden de lichamen van de gefusilleerde verzetsstrijders op de Waalsdorpervlakte teruggevonden. De lichamen werden na identificatie tijdelijk begraven in een massagraf op de Algemene Begraafplaats in Den Haag. In 1946 vond een herbegrafenis plaats op Begraafplaats Tolsteeg in Utrecht. De achttien verzetsstrijders werden begraven in negen graven. Op 10 mei 1947 werd het grafmonument onthuld. Heinz Loewenstein deelt een graf met Bertus Meulenkamp.
In 1948 zijn zijn moeder Sophie Loewenstein-Moses, zus Ilse en nichtje Renate naar de Verenigde Staten geëmigreerd.

## Eerbetoon
- Zijn naam staat vermeld op de Erelijst van Gevallenen 1940-1945.[20]
- Zijn naam staat vermeld op het digitaal Monument Oranjehotel.[21]
- Op 5 mei 2024 zijn voor Overboslaan 40 in Bilthoven stolpersteine geplaatst voor Heinz Loewenstein, zijn zus Edit, zwager Fritz, en andere bewoners. De stenen werden geplaatst door Renate Laser en haar zoon.[19][22]